# Университет мировой экономики и дипломатии
Университет мировой экономики и дипломатии — один из престижных университетов в Узбекистане, основанный 23 сентября 1992 года указом президента Узбекистана Ислама Каримова для подготовки кадров в сфере международных отношений.
В университете трудятся более 200 преподавателей, в их числе 2 академика, 20 докторов наук, профессоров, 80 кандидатов наук, доцентов. За первые 10 лет в университет подготовил около двух тысяч бакалавров и 105 магистров. В настоящее[какое?] время на трех факультетах УМЭД обучаются 1400 студентов, 150 из них — в магистратуре. Выпускники получают образование, основанное на традициях мировой дипломатии. Этому, в частности, способствует сотрудничество вуза с известнейшими университетами и научными центрами мира. По словам министра иностранных дел Узбекистана Абдулазиза Камилова, признанными достижениями университета в подготовке современных кадров стало открытие в 1999 году кафедры ЮНЕСКО "Права человека, мир, демократия, толерантность и международная солидарность". Как считает ректор университета, международный обмен сотрудниками и студентами, в том числе и с Московским государственным институтом международных отношений, весьма результативен и положительно отражается на качестве подготовке специалистов, помогает в научных исследованиях.
Ежегодно в УМЭД издается более 300 наименований книг и брошюр учебно-методического характера — монографии и учебные пособия, сборники научных статей преподавателей и студентов. В 1999 году университет начал выпуск первого в Центральной Азии журнала по международной тематике «Международные отношения: экономика, политика и право» со статьями на узбекском, английском и русском языках.

## Факультеты университета
В настоящее время при университете действуют четыре факультета по четырём направлениям:
- «Международные экономические отношения» (Международная  экономика и менеджмент)
- «Международное право» (Юриспруденция)
- «Международные отношения»
- "Политология"

Кафедры факультета "Международные экономические отношения
- Экономическая теория
- Международная торговля и инвестиции
- Мировая экономика и МЭО
- Математическое моделирование и информатика
- Английский язык

Кафедры факультета «Международное право»
- Государственное строительство и право
- ЮНЕСКО Международное право и права человека
- Международное частное и гражданское право
- Английский язык по специальности Международное право

Кафедры факультета «Международные отношения»
- Практическая дипломатия
- Политология
- Международные отношения
- Английский язык
- Физическая культура и спорт

Кафедры факультета «Языковые обучения»
- Узбекский язык
- Русский язык
- Восточные языки
- Роман-германские языки

## Ректоры
2011—2012 Абдувахитов Абдужабар Абдусаттарович
2022-наст. время Сафоев Содик Солихович

## Длительностьобучения
- Бакалавриат — 4 года
- Магистратура — 1—2 года

## Языки обучения
- Узбекский язык
- Русский язык

## Сотрудничество университета
Университет мировой экономики и дипломатии осуществляет сотрудничество с различными учебными заведениями Европейского Союза, Китая, Японии, России, Великобритании, Кореи и других стран в рамках двусторонних соглашений о сотрудничестве и научно-образовательных программ.
В 2009 году университет присвоил Дмитрию Медведеву звание почётного доктора.